# 莱斯利·博德曼
莱斯利·博德曼（英語：Leslie Boardman，1889年8月2日—1975年11月23日），澳大利亚男子游泳运动员。他曾代表澳大拉西亚参加1912年夏季奥林匹克运动会游泳比赛，获得男子4×200米自由泳接力金牌。